# Pheugopedius felix
Pheugopedius felix là một loài chim trong họ Troglodytidae.